# りあん
りあん（4月4日 - O型）は、日本のシンガーソングライター、作詞家、脚本家。

## 人物
2000年3月テレビ東京「いい旅夢気分」エンディング曲、自身も出演した映画「ゴト師株式会社 ルーキーズ2」の主題歌「Pocket／泡沫の詩＜ウタカタノウタ＞」でユニバーサルミュージックからメジャーデビューする。2001年～「私をロマンスにして〜狂想詩 rhapsody〜」(歌詞 作詞：りあん／作曲：平方元・矢吹卓)2003年「ハイテガアの猫」（村山達哉プロデュース　CD「たまゆら」）がゼスプリキウイキャンペーンソングに選ばれる。“映画『マブイの旅』”出馬康成監督作品・挿入歌として3rdシングル『音(ね)』が起用される。相馬徹監督作品  映画『詩人レノール』主演レノール推薦により、ロシア  サンクトペテルブルグ渡露。
映画『O型の女』に「電氣イデオロギヰ(電気イデオロギイ)」 りあん イメージ 演奏シーンでも出演。イメージソング挿入曲。2004年4月にはロシアのサンクトペテルブルクSKIF音楽祭に、「りあん＋村山達哉グループとして出演。同年8月にはサンクトペテルブルク文化祭に現地バレエ団とのコラボレートで出演。2012年、初監督作品の映画『恋を永遠にする方法。』発表。映画『あめふらしと薄暮の月』〈原作・脚本〉で、小津安二郎記念蓼科高原映画祭上映。2018年、2019年にりあん脚本・りあんタラチネ三部作は「福岡インディペンデント映画祭」で全作上映。2022年、ハンブルグ日本映画祭賞受賞《アゲハ〈作詞 りあん・作曲 平方元〉星耕介プロデュース・鬼木幸治監督 ミュージック・ビデオ》

## 作詞提供曲
- 「ラスベガスファーストクラスの旅／内藤剛志」テーマ曲「あかんたれ」（EASTWEST JAPAN）
- 「COOL COOL TOON SOUND TRACK ／池澤春菜」(イヤミィテーマ「ラブリー・ＰＡＮＤＡ・エプロン」(Sony Music Entertainment)
- 「Ｍｅｍｏｒｙ サイト７５／桑島法子」サウンドトラック　テーマ曲「アンテナ」（コナミ／キングレコード)
- 「バースディ ディスク スコーピオ／水谷優子」「ゴーゴーｍｙマシン」 (Sony Music Entertainment)
- 「pｉａキャロットへようこそ／長崎みなみ,及川ひとみ」サウンドトラック (Sony Music Entertainment)「メモリー～She is sea～」
- 「バースディ ディスク Ｔａｕｒｕｓ／菊池志穂」 (Sony Music Entertainment)「愛してるって言ってもいい？」
- 「ｒｅｐｌｉｃａ ｐａｒａｄｉｓｅ／Ｐ-Ｓｔｙｌｅ」（１st.アルバム）「Ｗｅｌｃｏｍｅ Ｄａｎｃｅ Ｗｏｒｌｄ」
- 「Ｄｒｅａｍ ａｇａｉｎ／榎本温子,豊口めぐみ」“文化放送 毎週土曜日”『超起動放送アニゲマスター』オープニング＆エンディングテーマ曲（バンダイミュージックエンタテインメント）、「恋は…（?）リズムとタイみんぐ」
- BS11イメージソング「恋文」(作曲:平方元)・“ 開局１周年記念コンピレーションアルバム”『Inner Reserves～meet BS11～』水谷美月(Tokyo violin)
- 「出会いのキセキ」歌：あらまり　＜作曲：加藤みちあき＞　ヴァイオリン：弦一徹
- 「天無限」歌：水谷美月　＜作曲：平方元＞
- 『みつめてごらん』歌 如月音羽・八雲愛萌／作曲 塚越智朗
- 『はねっ！はねっ！～とんでみようよ～』歌 如月音羽／作曲 塚越智朗

## プロデュース映画
- 「恋を永遠にする方法。」(主演：如月音羽／脚本・挿入歌・監督：りあん)〈横浜HAPPY MUS!C 映画祭2012出品〉〈西東京市民映画祭2012コンペティション出品〉〈2013 Sundance Film Festival出品〉
- 「あめふらしと薄暮の月」～小津安二郎記念蓼科高原映画祭上映作品～(原案・挿入歌・脚本：りあん／脚本・監督：鈴木耕一／撮影監督：木村重明)
- 「鏡草〈かがみそう〉《りあんタラチネ三部作》」～福岡インディペンデント映画祭上映作品～(主演：ともろー／脚本・監督・音楽：りあん)
- ミュージックショートムービー『碧ソラヤ(アオイソラヤ)《りあんタラチネ三部作》』(脚本・監督・音楽：りあん)　-〈ショートショートフィルムフェスティバル出品〉
- 矢吹卓 ＭＶ ミュージックビデオ “Late Flowers ～遅咲きの花達～”(監督：りあん／撮影：りあん、写麿)〈ショートショートフィルムフェスティバル出品〉
- 『ローランブーケ』《りあんタラチネ三部作》～りあん短編映画第五弾～(主演：ともろー、八雲愛萌／脚本・監督・音楽：りあん)　〈夜空の交差する森の映画祭出品〉〈ゆうばり国際ファンタスティック映画祭出品〉
- 『あっかふ ― 悪香強面、弱者ノ模様 ―』 ／  『バカいい人。』～りあん短編映画第六弾～(主演：薬師寺亜希子・安谷屋真之／脚本・監督・音楽：りあん)
- 『ナユナユタ』～りあん短編映画第七弾～(主演：薬師寺亜希子／脚本・監督・音楽：りあん)

## オリジナルアルバム
- 『rianrian』CD＋DVD(2020年)〈「桜並木」作詞／美勇士・作曲／大吾郎・ヴァイオリン／弦一徹・ギター／加藤みちあき・ピアノ／山根秀一 〉Oblivion ― 忘却 ―  〈アストル・ピアソラ 〉
- 『水草図鑑』スペシャル・ミュージック・ビデオ集
- 「いろは」りあんDVD 村山達哉 ／ 井上春生 ／ 水戸英樹 ／ 木村重明 ／ りあん
- 浅草はいから座
- 「眠れぬ想い～りあんベスト～」、中西圭三[1]
- 「鏡草」、根岸孝旨、大山泰輝[2]
- 「砂丘の森」、岡田治郎[3]　、ミュージックビデオ篠原哲雄監督
- 「あいみての…」[4]　、てぃんさぐの花
- 「雲母（きらら）」[5]　、或る日のシチリアーナ
- 「夢日記」[6]、大橋勇武
- 「恋文（こいぶみ）」[7]、 Onizori and DJ ARTS a.k.a ALL BACK
- 「ビーブリア」[8]、 平田祥一郎、井内舞子
- 「たまゆら綴」[9]　、 ミュージックビデオ井上春生監督
- 「裏裏蝶蝶」[10]　、竹久夢二
- 「あかい実」[11]　、矢吹卓＆平方元